# David Burke
David Burke (ur. 25 maja 1934 w Liverpoolu) – angielski aktor telewizyjny, filmowy i teatralny, najlepiej znany z roli Watsona w serialu Przygody Sherlocka Holmesa (The Adventures of Sherlock Holmes) z Jeremym Brettem w roli tytułowej. Wystąpił też jako Józef Stalin w miniserialu ITV Reilly, Ace of Spies (1983). Absolwent Royal Academy of Dramatic Art.

## Wybrana filmografia
- 1963: Coronation Street jako nauczyciel
- 1966: Coronation Street jako John Benjamin
- 1993: Na sygnale jako James
- 1995: Poirot jako Sir Arthur Stanley
- 2002: Budząc zmarłych jako Philip Bryant
- 2002: Na sygnale jako Ron Fisher
- 2004: Sprawy inspektora Lynleya jako DSI Webberley
- 2005: Morderstwa w Midsomer jako John Farrow / Hedge
- 2005: Tajniacy jako ojciec Fiony
- 2007: Szpital Holby City jako Bernie Moore
- 2012: Kobieta w czerni jako PC Collins
- 2014: Muszkieterowie jako ks. Duval
- 2016: Heartbeat
- 2016: Morderstwa w Midsomer jako Fred Messenger